# Vitivinicultura de Oregon
O estado de Óregon, nos Estados Unidos, estabeleceu uma reputação internacional por sua produção de vinho, ficando em quarto lugar no país, atrás da Califórnia, Washington e Nova Iorque. Oregon possui várias regiões de cultivo diferentes dentro das fronteiras do estado que são bem adequadas para o cultivo de uvas; regiões adicionais atravessam a fronteira entre Oregon e os estados de Washington e Idaho. A produção de vinho remonta aos tempos pioneiros na década de 1840, com a produção comercial começando na década de 1960.
As áreas vitícolas americanas inteiramente dentro do estado são a AVA de Willamette Valley (com 10 AVAs aninhadas) e a AVA de Southern Oregon  com (5 AVAs aninhadas). Partes das AVAs Columbia Gorge, Walla Walla Valley e Snake River Valley ficam dentro do Oregon. Pinot noir e Pinot Gris são as duas principais uvas cultivadas, com mais de 59.452 toneladas curtas (53.934 t) colhidas em 2016. Os produtores de vinho do Oregon venderam pouco menos de 3,4 milhões de caixas em 2016.
Com 908 vinícolas no Oregon, uma indústria de turismo se desenvolveu em torno da degustação de vinhos. Grande parte do turismo se concentra nas vinícolas e salas de degustação dentro e ao redor do Rio Yamhill, a sudoeste de Portland. Estima-se que o enoturismo tenha contribuído com 207,5 milhões de dólares para a economia do estado em 2013, excluindo as vendas em vinícolas e salas de degustação.

## História

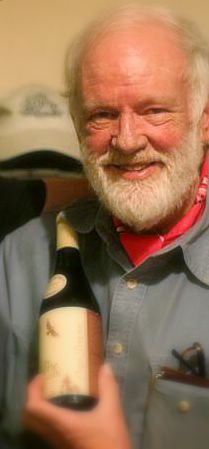
David Lett com um vinho Eyrie Vineyards.

O vinho é produzido no Oregon desde que o Território do Oregon foi colonizado na década de 1840; no entanto, a viticultura tornou-se uma indústria significativa no estado desde as inovações da década de 1960. As uvas foram plantadas pela primeira vez no Território do Oregon em 1847, quando o pioneiro da Trilha do Oregon, Henderson Luelling, e sua família transportaram várias dezenas de variedades de plantações de frutas de Iowa para o Território do Oregon, incluindo as primeiras plantações de uvas do Oregon.
No ano de 1852, Valley View, a primeira vinícola registrada, foi fundada por Peter Britt em Jacksonville. Ao longo do século XIX, houve experimentação com várias variedades por imigrantes no estado. Em 1904, um produtor de vinho do Oregon ganhou um prêmio na Exposição Universal de 1904. A produção de vinho parou nos Estados Unidos durante a Lei Seca. Como em outros estados, a indústria vinícola do Oregon ficou adormecida por trinta anos após a revogação da Lei Seca.
A indústria vinícola do Oregon começou a se reconstruir na década de 1960, quando os produtores de vinho da Califórnia abriram vários vinhedos no estado. Em 1970, havia cinco vinícolas comerciais, com 35 acres registrados (equivalente a 14 hectares).
Isso incluiu o plantio de uvas Pinot noir no Vale do Willamette, uma região há muito considerada fria demais para ser adequada para a viticultura. Na década de 1970, mais produtores de vinho de fora do estado migraram para o estado e começaram a se organizar como uma indústria. As leis de uso da terra do estado impediram que encostas rurais fossem transformadas em áreas habitacionais, preservando uma quantidade significativa de terra adequada para vinhedos. Em 1979, The Eyrie Vineyards inscreveu um Pinot noir de 1975 nas Olimpíadas do Vinho; o vinho foi classificado entre os melhores Pinots do mundo, dando assim à região seu primeiro reconhecimento internacional.
Os elogios continuaram na década de 1980, e a indústria vinícola do Oregon continuou a adicionar vinícolas e vinhedos. A indústria estadual continuou a se promover, estabelecendo a primeira de várias AVAs (Área Vitivinícola dos Estados Unidos) no estado. O estado também desenvolveu laços fortes com a região da Borgonha, na França, quando o governador do Oregon, Neil Goldschmidt, fez uma visita oficial à Borgonha e uma importante família vinícola francesa comprou terras em Dundee.
No início da década de 1990, a indústria do vinho foi ameaçada por uma infestação de filoxera no estado, mas os produtores de vinho rapidamente recorreram ao uso de porta-enxertos resistentes para evitar danos sérios. A legislatura estadual promulgou várias novas leis destinadas a promover a vinificação e a distribuição de vinho. O estado encontrou um novo foco na vinificação "verde", levando a indústria global do vinho a práticas mais ecológicas. No ano de 2005, havia 314 vinícolas e 519 vinhedos em operação no Oregon. Em 2014, o número de vinícolas no estado aumentou para 676, a terceira maior, atrás da Califórnia e de Washington. O Oregon continua sendo o quarto maior produtor de vinho do país em casos produzidos, atrás de Nova Iorque.

## Rótulos
Como outros vinhos produzidos nos Estados Unidos, os vinhos do Oregon são comercializados como varietals. A lei do Oregon exige que as garrafas fabricadas no estado sejam identificados pela variedade de uva da qual foram feitos e, para a maioria das varietals, deve conter ao menos 90% dessa variedade. As exceções à lei dos 90% são as seguintes variedades: variedades de Bordeaux tinto e branco, variedades de Rhône tinto e branco, Sangiovese, Aragonez, Zinfandel e Tannat. Para esses vinhos, são adotadas as diretrizes federais de 75%. A lei do Oregon há muitos anos proíbe o uso de nomes de lugares, exceto como denominações de origem. O Oregon é mais famoso por seu Pinot noir, que é produzido em todo o estado. Pinot noirs do Vale do Willamette receberam muitos elogios da crítica de conhecedores e críticos de vinho, e o Oregon é considerado uma das principais regiões produtoras de Pinot no mundo.
No ano de 2016, cinco variedades de vinho foram produzidas:
- Pinot noir: 17.744 acres (7.181 ha), 45.851 toneladas curtas (41.595 t);
- Pinot gris: 3.705 acres (1.499 ha), 13.601 toneladas curtas (12.339 t);
- Chardonnay: 1.482 acres (600 ha), 4.359 toneladas curtas (3.954 t);
- Riesling: 713 acres (289 ha), 3.095 toneladas curtas (2.808 t);
- Cabernet Sauvignon: 626 acres (253 ha), 1.652 toneladas curtas (1.499 t).

Outras variedades com produção significativa por acres colhidos em 2016 foram Syrah, Merlot, Aragonez, Pinot blanc, Gewürztraminer, Viognier, Cabernet franc, Müller-Thurgau, Sauvignon blanc e Zinfandel, vinhos baseados em parreiras produzidos em quantidades menores incluem Arneis, Baco noir, Black Muscat, Chenin blanc, Dolcetto, Gamay noir, Grenache, Marechal Foch, Malbec, Muscat, Nebbiolo, Petite Syrah, Sangiovese e Sémillon. O estado também produz vinho de frutas, vinho espumante, vinho de colheita tardia, vinho de gelo e vinho de sobremesa.

## Números
| Ano  | Área plantada de vinhedos   | # Vinícolas processando uvas | Uvas processadas, toneladas (EUA) | Vendas, caixas |
| ---- | --------------------------- | ---------------------------- | --------------------------------- | -------------- |
| 1995 | 7 100 acre(s)s (2 873 ha)   | 92                           | 14 280 tonelada curtas (12 955 t) | 734.437        |
| 1996 | 7 500 acre(s)s (3 035 ha)   | 94                           | 15 191 tonelada curtas (13 781 t) | 741.953        |
| 1997 | 7 800 acre(s)s (3 157 ha)   | 94                           | 18 669 tonelada curtas (16 936 t) | 827.312        |
| 1998 | 9 000 acre(s)s (3 642 ha)   | 103                          | 13 265 tonelada curtas (12 034 t) | 894.386        |
| 1999 | 9 800 acre(s)s (3 966 ha)   | 102                          | 16 523 tonelada curtas (14 989 t) | 777.890        |
| 2000 | 10 500 acre(s)s (4 249 ha)  | 122                          | 17 663 tonelada curtas (16 024 t) | 991.770        |
| 2001 | 11 100 acre(s)s (4 492 ha)  | 131                          | 22 163 tonelada curtas (20 106 t) | 1.082.058      |
| 2002 | 12 100 acre(s)s (4 897 ha)  | 150                          | 20 905 tonelada curtas (18 965 t) | 1.073.177      |
| 2003 | 13 400 acre(s)s (5 423 ha)  | 170                          | 21 860 tonelada curtas (19 831 t) | 1.199.086      |
| 2004 | 13 700 acre(s)s (5 544 ha)  | 193                          | 18 620 tonelada curtas (16 892 t) | 1.286.128      |
| 2005 | 14 100 acre(s)s (5 706 ha)  | 215                          | 23 450 tonelada curtas (21 273 t) | 1.591.330      |
| 2006 | 15 600 acre(s)s (6 313 ha)  | 236                          | 33 300 tonelada curtas (30 209 t) | 1.628.608      |
| 2007 | 17 400 acre(s)s (7 042 ha)  | 254                          | 37 000 tonelada curtas (33 566 t) | 1.711.532      |
| 2008 | 19 300 acre(s)s (7 810 ha)  | 274                          | 34 700 tonelada curtas (31 479 t) | 1.748.282      |
| 2009 | 19 400 acre(s)s (7 851 ha)  | 275                          | 40 200 tonelada curtas (36 469 t) | 1.660.202      |
| 2010 | 20 500 acre(s)s (8 296 ha)  | 315                          | 29 800 tonelada curtas (27 034 t) | 1.930.763      |
| 2011 | 20 400 acre(s)s (8 256 ha)  | 350                          | 42 033 tonelada curtas (38 132 t) | 2.040.698      |
| 2012 | 22 880 acre(s)s (9 259 ha)  | 379                          | 50 186 tonelada curtas (45 528 t) | 2.379.165      |
| 2013 | 23 955 acre(s)s (9 694 ha)  | 370                          | 52 588 tonelada curtas (47 707 t) | 2.678.807      |
| 2014 | 27 390 acre(s)s (11 084 ha) | 412                          | 70 112 tonelada curtas (63 605 t) | 2.864.963      |
| 2015 | 28 034 acre(s)s (11 345 ha) |                              | 71 849 tonelada curtas (65 180 t) | 3.093.661      |
| 2016 | 30 435 acre(s)s (12 317 ha) | 424                          | 67 918 tonelada curtas (61 614 t) | 3.390.958      |

Na temporada de cultivo de vinho de 2015, o estado de Oregon tinha 702 vinícolas e 1.052 vinhedos cultivando Vitis vinifera, compondo um total de 28.034 acres (11.345 ha), dos quais 24.742 acres (10.013 ha) foram colhidos. De todas as regiões vinícolas dos Estados Unidos, o estado do Oregon ocupa o terceiro lugar em número de vinícolas e o quarto em produção. Quase 3 milhões de caixas de vinho de Oregon foram vendidas em 2015. O valor de varejo dessas caixas foi de mais de 470 milhões de dólares, um aumento de 9% em relação à safra anterior.
A indústria teve um impacto econômico significativo no estado. O setor contribuiu com um total de 3,35 bilhões de dólares para a economia do Oregon. Mais de 17.100 pessoas trabalham na indústria do vinho totalizando 527 milhões de dólares em salários. Em 2014, 70% foram vendidos para mercado interno, para estados fora de Oregon e 4% foram vendidos para o mercado exterior.
Oregon produz vinho em uma escala muito menor do que a indústria vinícola da Califórnia. O principal produtor do Oregon, King Estate, envia 401.400 caixas por ano e a maioria produz menos de 35.000 caixas. Boa parte da produção do estado é composta por pequenas vinícolas que são responsáveis produzirem menos de 5.000 caixas por ano. Em contraste, E & J Gallo, a maior vinícola dos Estados Unidos com mais de 50 marcas diferentes, incluindo Columbia Winery e Covey Run de Washington, detém uma participação de 22,8% no mercado dos EUA. A maioria das vinícolas no estado opera seus próprios vinhedos, embora algumas comprem uvas no mercado. Oregon contém um número significativo de vinhedos independentes.
O setor de vinhos do Oregon se concentra nos segmentos de preços mais altos do mercado de vinhos. Os produtores do Oregon recebem um retorno médio mais alto por tonelada e uma receita média mais alta por caixa do que os produtores de outras regiões produtoras de vinho nos Estados Unidos. Apesar de produzirem um volume muito menor de vinho, as receitas per capita das vinícolas do Oregon são comparáveis às de Nova Iorque e Washington.

## Principais regiões produtoras de vinho
Existem três principais regiões produtoras de vinho com destaque no estado de Oregon, definidas pelas Áreas Vitivinícolas Americanas (AVA) que não se sobrepõem. Duas delas — a Willamette Valley AVA e a Southern Oregon AVA — estão completamente dentro do Oregon. A terceira, Columbia Gorge AVA, atravessa o Rio Columbia e abrange territórios tanto em Oregon quanto em Washington, mas ainda assim é considerada uma AVA do estado de Oregon. Além disso, partes da Walla Walla Valley AVA, que fica principalmente em Washington (e dentro da Columbia Valley AVA), se estendem até o Oregon na região de Milton-Freewater. A Southern Oregon AVA foi formada recentemente pela união de duas áreas vinícolas do sul do Oregon, que por muito tempo foram vistas como distintas: Rogue Valley e Umpqua Valley. Dentro dessas grandes regiões, há várias outras AVAs menores. O Snake River Valley AVA, que atravessa a fronteira do Oregon com Idaho ao longo do Rio Snake, é o primeiro AVA a incluir uma parte do leste do Oregon.
Willamette Valley AVA

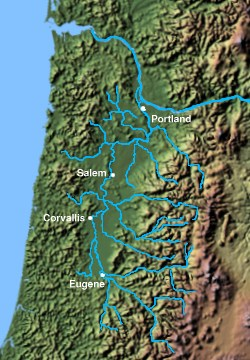
O Vale do Rio do Willamette.

A AVA do Vale Willamette é a região vinícola que abrange o Vale do Willamette. Ela se estende do Rio Columbia no norte até o sul da cidade de Eugene ao sul do estado, onde o Vale do Willamette termina; e da Cordilheira da Costa do Oregon no oeste até as Cordilheiras das Cascatas no leste. Com 5.200 milhas quadradas (13.500 km2), é a maior AVA do estado e contém a maioria das vinícolas do estado; com 545 em 2016.
O clima do Vale do Willamette é ameno o ano todo, com invernos frios e úmidos e verões quentes e secos; temperaturas extremas são incomuns. A maioria das chuvas ocorre fora da estação de cultivo e o vale recebe relativamente pouca neve. Nem todas as partes do Vale são adequadas para viticultura, e a maioria das vinícolas e vinhedos são encontrados a oeste do Rio Willamette, com a maior concentração no Condado de Yamhill.
A região é mais conhecida por seu Pinot noir e também produz grandes quantidades de Pinot gris, Chardonnay, Pinot blanc e Riesling. A região também produz uvas Cabernet Sauvignon, Gewürztraminer, Müller-Thurgau, Sémillon e Zinfandel, mas em quantidades muito menores.
O vale contém 11 sub-apelações distintas: Chehalem Mountains AVA, Dundee Hills AVA, Eola-Amity Hills AVA, Laurelwood District AVA, Lower Long Tom AVA, McMinnville AVA, Mount Pisgah Polk County, Oregon AVA, Ribbon Ridge AVA, Tualatin Hills AVA, Van Duzer Corridor AVA e Yamhill-Carlton District AVA. Ribbon Ridge e Laurelwood District estão localizados inteiramente dentro da área vitícola de Chehalem Mountains. Embora não seja oficialmente reconhecido, muitos produtores de vinho definem ainda mais o Vale do Willamette em regiões norte e sul, com a demarcação sendo a latitude de Salem (aproximadamente 45° norte).

### Southern Oregon AVA

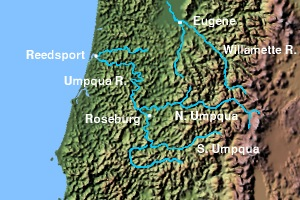
Rio Umpqua com afluentes.

A Southern Oregon AVA é uma AVA formada pela união de duas AVAs existentes - a Rogue Valley AVA e a Umpqua Valley AVA. (Uma pequena faixa do território de conexão está incluída na AVA de Southern Oregon para torná-la uma região contígua; no entanto, essa faixa passa por regiões montanhosas não adequadas para vinhedos). Essa AVA foi fundada em 2004 para permitir que as duas principais regiões do sul do Oregon se comercializassem em conjunto.

#### AVA do Umpqua Valley
O Umpqua Valley AVA contém a bacia de drenagem do rio Umpqua, excluindo as regiões montanhosas. O Umpqua Valley tem um clima mais quente do que o Willamette Valley, mas é mais frio do que o Rogue Valley ao sul. É a região vinícola pós-proibição mais antiga do Oregon. As uvas cultivadas aqui incluem Tempranillo, Baco noir, Pinot noir, Pinot gris, Cabernet Sauvignon, Chardonnay, Riesling, Grüner Veltliner e uma série de Vitis vinifera menos conhecidas. A região inclui dois sub-AVAs, o Red Hill Douglas County, Oregon AVA, um único vinhedo AVA, bem como o Elkton Oregon AVA, que foi estabelecido no início de 2013.

#### AVA de Rogue Valley
A AVA de Rogue Valley inclui a bacia de drenagem do Rio Rogue e vários afluentes, incluindo o Rio Illinois, o Rio Applegate e Bear Creek. A maioria das vinícolas da região encontra-se ao longo de um desses três afluentes, e não ao longo do próprio Rogue River. A região tem 110 km de largura por 100 km de comprimento (embora grande parte da terra dentro da AVA não seja adequada para o cultivo de uvas); atualmente, há 32 vinícolas com apenas 445 hectares plantados. Os três vales diferem muito em termos de terroir, sendo o vale do Bear Creek, mais a leste, o mais quente e seco, e o vale do Illinois River, mais a oeste, o mais frio e úmido. Cada vale de rio tem um clima único e cultiva diferentes variedades de uvas. No entanto, de modo geral, essa região é a mais quente e seca das regiões vinícolas do Oregon. A região tem uma sub-AVA, a Applegate Valley AVA.

### AVA de Columbia Gorge

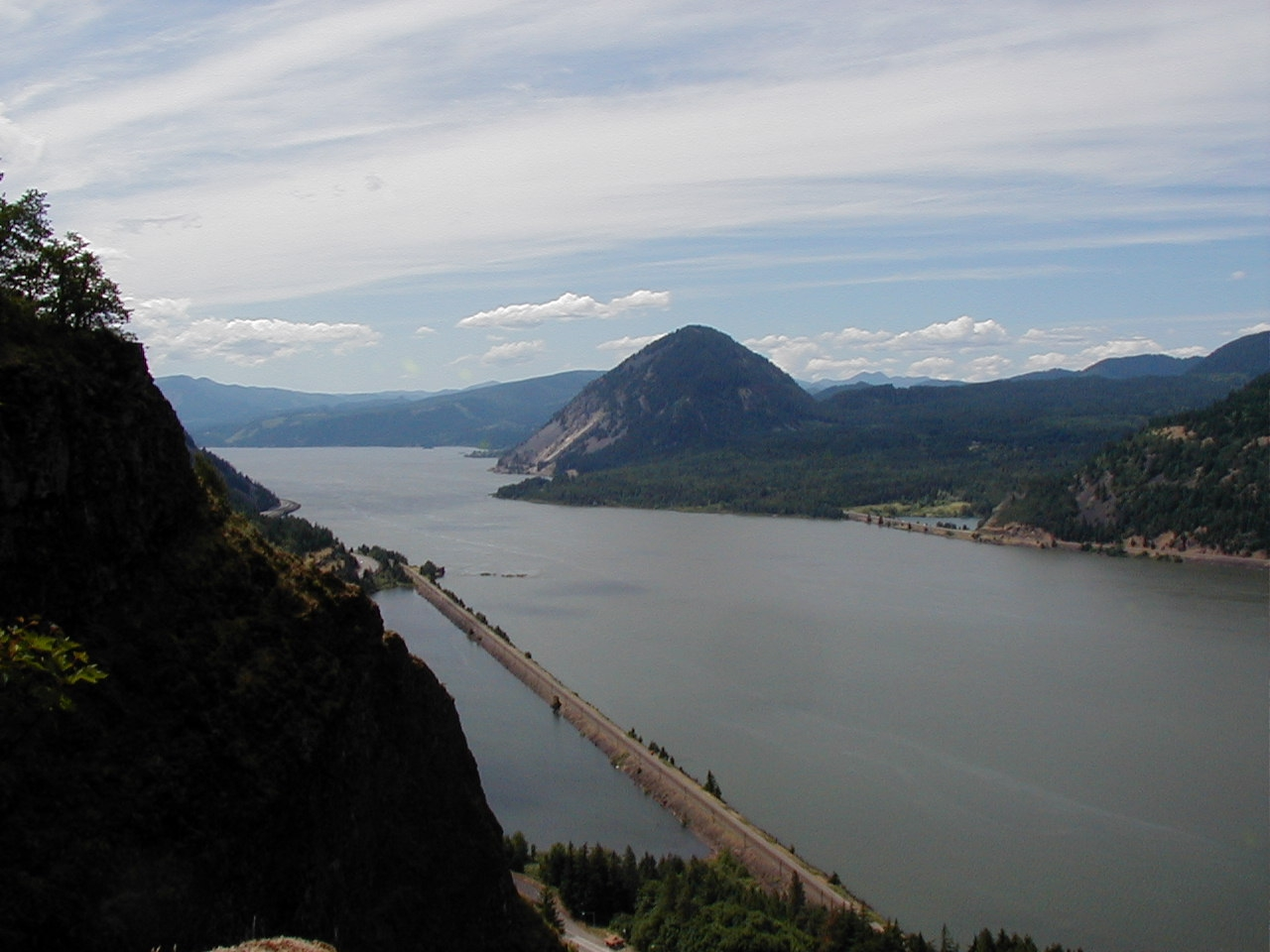
O Rio Columbia (mostrado aqui no Condado de Hood River, Oregon) está no coração da AVA de Columbia Gorge.

A AVA de Columbia Gorge está localizada no Rio Columbia Gorge. Essa região atravessa o rio Columbia e, portanto, fica tanto no Oregon quanto em Washington; é composta pelos condados de Hood River e Wasco, no Oregon, e pelos condados de Skamania e Klickitat, em Washington.
Essa região fica a leste dos picos dos vizinhos Mount Hood e Mount Adams, situados em suas sombras de chuva; portanto, a região é significativamente mais seca do que o Willamette Valley. A região também apresenta diferenças significativas de elevação devido à geografia do desfiladeiro, e os ventos fortes comuns na área também influenciam o clima da região. Isso permite que uma grande variedade de uvas seja cultivada na Columbia Gorge. A região tem cerca de 40 vinhedos que cultivam uma grande variedade de uvas, incluindo Syrah, Pinot noir, Chardonnay, Gewürztraminer, Zinfandel, Cabernet Sauvignon, Pinot gris, Riesling e Sangiovese.

### AVA de Columbia Valley

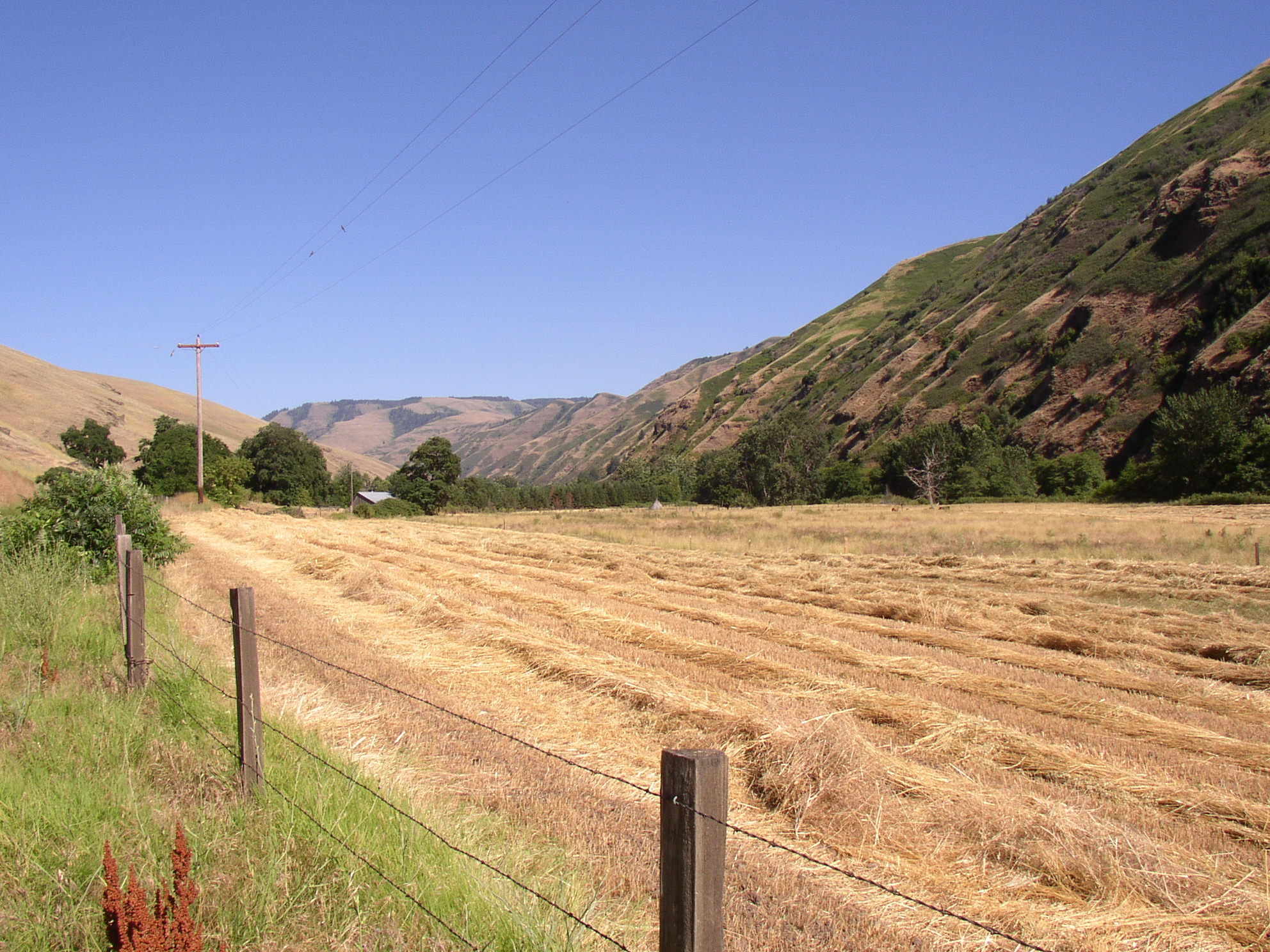
Vale do North Fork do Rio Walla Walla acima de Milton-Freewater em Oregon.

Partes do nordeste do Oregon (nas proximidades de Milton-Freewater) fazem parte do Walla Walla Valley AVA, estabelecido em 1984, que, por sua vez, está aninhado no Columbia Valley AVA. As AVAs de Columbia Valley e Walla Walla Valley residem principalmente no estado de Washington. A subseção de Oregon tem 5 vinícolas e 1.200 acres (486 ha) plantados. Os vinhos cultivados no vale incluem Syrah, Merlot e Cabernet Sauvignon, bem como Sangiovese e algumas variedades exóticas, incluindo Counoise, Carmenère, Mourvèdre, Cabernet Franc, Nebbiolo e Barbera.
O distrito de Rocks de Milton-Freewater foi criado em 2015.

### AVA de Snake River Valley
Uma nova área vitivinícola ao longo do Rio Snake foi estabelecida no dia 9 de abril de 2007. Localizada principalmente em Idaho, a área também abrange dois grandes condados no leste do Oregon, o condado de Baker e o condado de Malheur. O clima da região é único entre as AVAs do Oregon; a temperatura média é relativamente fria e a precipitação é baixa, criando uma estação de crescimento mais curta. A produção atual é liderada por uvas resistentes, como Riesling, Gewürztraminer e Chardonnay. O clima também se presta muito bem à produção de vinho gelado. No entanto, a AVA é bastante ampla e os microclimas mais quentes dentro da área também podem suportar diferentes tipos de uvas, como Cabernet Sauvignon e Merlot.

## Enoturismo

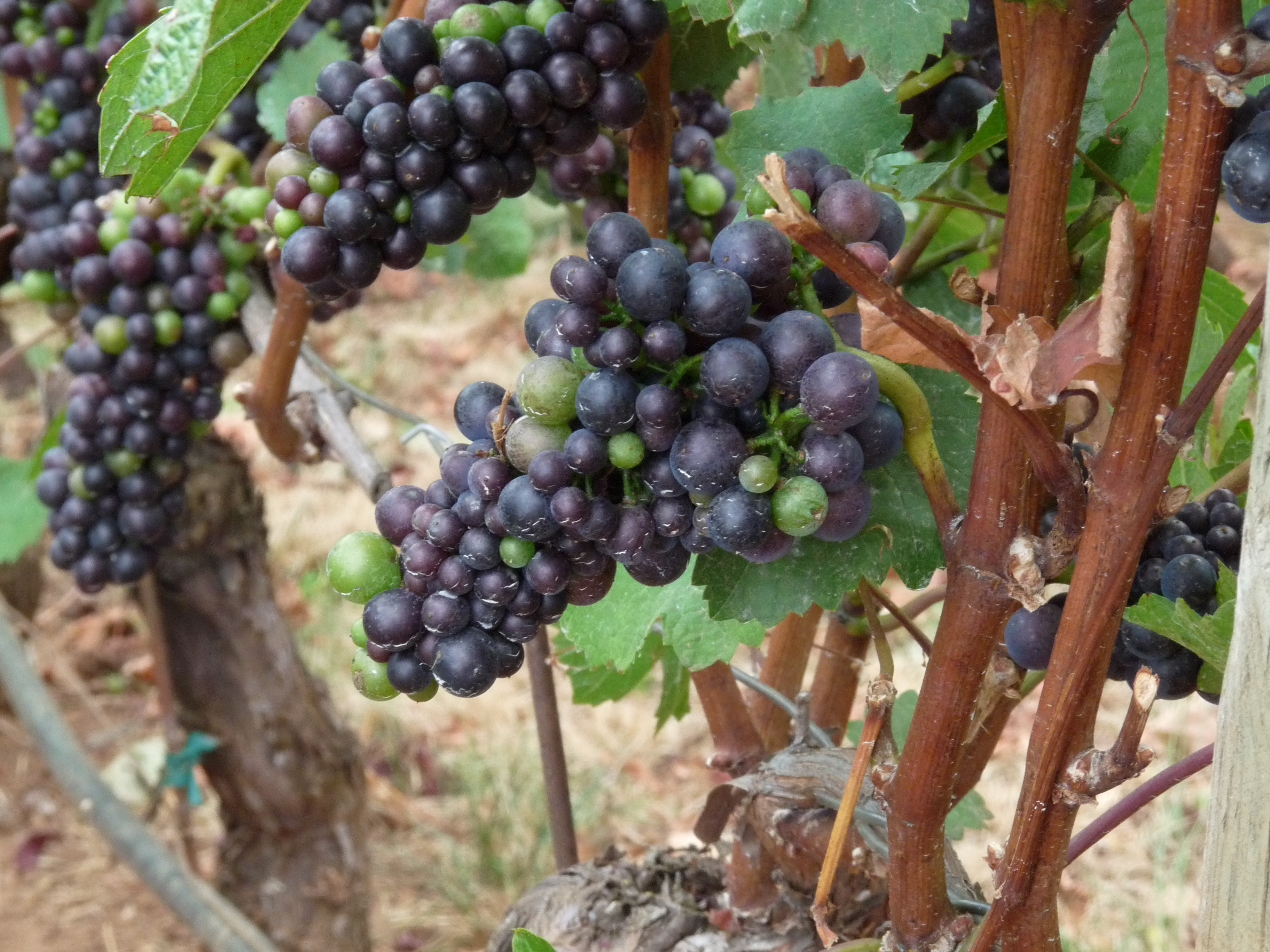
Uvas Pinot cultivadas na AVA do Vale Willamette.

Com a contínua melhoria da reputação vinícola da região, o enoturismo no Oregon tornou-se um setor significativo por si só. As vendas no local estão se tornando uma parte cada vez mais importante do negócio de produção de vinho no Oregon, e outros negócios que atendem aos turistas do vinho, como hospedagem, restaurantes finos e galerias de arte, estão surgindo em lugares como Dundee, muitos dos quais foram comunidades agrícolas rurais por muito tempo. Os festivais e degustações de vinho são comuns. Estima-se que o enoturismo tenha contribuído com 207,5 milhões de dólares para a economia do estado em 2013, excluindo as vendas em vinícolas e salas de degustação. Há aproximadamente 1,8 milhão de visitas às vinícolas do Oregon todos os anos, 59% de moradores do Oregon e 41% de turistas de fora do estado. Os principais eventos que atraem um número significativo de turistas para a região vinícola incluem a International Pinot Noir Celebration, realizada no último fim de semana de julho todos os anos desde 1987 e a mais recente Oregon Chardonnay Celebration.
Como os eventos temáticos sobre vinho são um importante impulsionador do turismo, novos eventos são lançados a cada ano. O fim de semana do Memorial Day e o fim de semana do Dia de Ação de Graças (desde 1983) apresentam eventos de casa aberta na maioria das vinícolas de todo o estado. A ¡Salud! é uma organização de arrecadação de fundos para o vinho que realiza leilões anuais em novembro desde 1991. O festival de vinhos Pour Oregon, lançado em 2017 pelo clube de vinhos do Oregon Cellar 503, normalmente apresenta mais de 50 vinícolas de todo o estado.
As instalações para os turistas do vinho no Oregon são consideradas subdesenvolvidas em comparação com as regiões vinícolas da Califórnia, especialmente as regiões de cultivo premium como o Vale de Napa. Apenas 5% das viagens de lazer noturnas no estado envolvem visitas a vinícolas, um número muito menor do que o de regiões de cultivo californianas comparáveis, que variam de 10% a 25%.
O aumento do turismo relacionado às vinícolas, bem como a presença de um cassino no Willamette Valley, causou um grande impacto na infraestrutura de transporte da região. A Oregon Route 99W, a rodovia que atravessa o coração da região vinícola do Willamette Valley (e que é uma da principais ruas de cidades como Newberg e Dundee), sofre com frequentes engarrafamentos. A Fase I do Newberg-Dundee Bypass, uma nova rodovia que evita os centros congestionados da cidade, foi inaugurada em janeiro de 2018, e uma segunda fase (atualmente em processo de projeto) permitirá desviar ainda mais o tráfego da 99W.

## Indústria do vinho
Várias organizações foram criadas para promover o vinho de Oregon. O Oregon Wine Board e a Associação de Produtores de Vinho de Oregon produzem o Simpósio do Vinho de Oregon anualmente no mês de fevereiro.

## Reconhecimento

### Reconhecimento por qualidade
Os vinhos do Oregon ganharam vários prêmios importantes e/ou foram elogiados por críticos de vinho renomados.
- Em 1904, o enólogo de Forest Grove, Ernest Reuter, ganhou uma medalha de prata na Exposição Universal de 1904;[54]

- Em 1979, o South Block Pinot noir de 1975 da Eyrie Vineyards ficou entre os 10 melhores vinhos estilo Borgonha nas Olimpíadas Francesas de Vinhos de Gault-Millau, e foi classificado como o melhor Pinot noir. Em uma revanche, no entanto, o Eyrie terminou em segundo lugar para um vinho francês;[55]

- Duas medalhas de ouro na Competição Internacional de Vinhos em Londres em 1982;[54]

- Um Pinot noir de 1983 da Yamhill Valley Vineyards foi a primeira preferência no Oregon Pinot noir/French Burgundy Challenge de 1985 no International Wine Center na cidade de Nova Iorque.[56][57]

### Outros reconhecimentos
- O Eola-Amity Hills Seven Springs Vineyard La Source Pinot Noir de 2012 da Evening Lands, com 98 pontos, foi o nº 3 de 100 no Top 100 Vinhos anual da Wine Spectator de 2015.[58] Outros 5 vinhos do Oregon entraram na lista de 2015: Willamette Valley Pinot Noir de 2012 da Big Table Farm no nº 11, Ribbon Ridge Le Pré Du Col Vineyard Pinot Noir de 2013 da Bergström no nº 13, Willamette Valley Grande Cuvée Pinot Noir de 2012 da Soléna no nº 38 e Chehalem Mountains Margo Pinot Noir de 2012 da Colene Clemens no nº 45.[58]

- No ano de 2006, sete vinhos do Oregon entraram na lista anual dos 100 melhores vinhos da Wine Spectator.[59] Os produtores na lista incluíam: Shea, Argyle, Archery Summit, Lemelson, Ken Wright, Elk Cove e Benton Lane.[59]

## Vinícolas e vinhedos notáveis

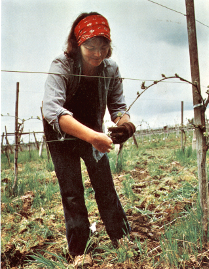
Nancy Ponzi, da Ponzi Vineyards, uma pioneira na indústria vinícola do Oregon

| Nome                        | Localização                                       | Fundação | Notas |
| --------------------------- | ------------------------------------------------- | -------- | --- |
| Adelsheim Vineyard          | Chehalem Mountains AVA                            | 1971     | Primeira vinícola nas Montanhas Chehalem. David Adelsheim foi fundamental na indústria vinícola do Vale Willamette. |
| Domaine Drouhin             | Dundee Hills AVA                                  | 1988     | Propriedade imobiliária francesa de longa data investe no Oregon.                                                   |
| The Eyrie Vineyards         | McMinnville (winery) Dundee Hills AVA (vineyards) | 1966     | David Lett, da The Eyrie Vineyards, é amplamente considerado o pai do Pinot Noir do Oregon.                         |
| HillCrest Vineyards         | Umpqua Valley AVA                                 | 1961     | A vinícola mais antiga do Oregon.                                                                                   |
| Honeywood Winery            | Willamette Valley AVA                             | 1934     | A vinícola mais antiga em operação contínua no Oregon.                                                              |
| Ponzi Vineyards             | Laurelwood District AVA                           | 1970     | Dick e Nancy Ponzi são reconhecidos como pioneiros e líderes na produção de vinho do Oregon.                        |
| Sokol Blosser Winery        | Dundee Hills AVA                                  | 1971     | Uma das primeiras vinícolas do Oregon.                                                                              |
| Willamette Valley Vineyards | Willamette Valley AVA                             | 1983     | Única vinícola de capital aberto do Oregon.                                                                         |

## Leituras adicionais, por data de publicação
- Spectacular Wineries of Oregon: A Captivating Tour of Established, Estate, and Boutique Wineries, 2015, ISBN 978-0988614055
- Wine Map of the Pacific Northwest, 2015, ISBN 978-1936880133
- Explorer's Guide to Oregon Wine, 2013, ISBN 978-1581571714
- Winemakers of the Willamette Valley: Pioneering Vintners from Oregon's Wine Country, 2013, ISBN 978-1609496760
- The Law of Wine A Guide to Business and Legal Issues in Oregon, 2013
- Voodoo Vintners: Oregon's Astonishing Biodynamic Winegrowers, 2011, ISBN 978-0870716058
- Essential Wines and Wineries of the Pacific Northwest: A Guide to the Wine Countries of Washington, Oregon, British Columbia, and Idaho, 2010, ISBN 978-0881929669
- WineTrails of Oregon, 2009, ISBN 978-0979269813
- Oregon Eco-Friendly Wine: Leading the World in "Green" Wine, 2008, ISBN 978-9197532648
- Oregon: The Taste of Wine, 2008, ISBN 978-0882407463
- Pacific Pinot Noir: A Comprehensive Winery Guide for Consumers and Connoisseurs, 2008, ISBN 978-0520253179
- Cooking with the Wines of Oregon, 2007, ISBN 1-55285-843-X
- Grail, The: A year ambling & shambling through an Oregon vineyard in pursuit of the best pinot noir wine in the whole wild world, 2006, ISBN 978-0870710933
- At Home in the Vineyard: Cultivating a Winery, an Industry, and a Life, 2006, ISBN 978-0520256293
- Wines of the Pacific Northwest, 2006, ISBN 978-1840004199
- Oregon Wine Country, 2004, ISBN 1-4000-1367-4
- Oregon Viticulture, 2003, ISBN 978-0870715549
- A Travel Companion to the Wineries of the Pacific Northwest: Featuring the Pinot Noirs of Oregon's Willamette Valley, 2002, ISBN 0-9704154-3-5
- Boys Up North: Dick Erath and the Early Oregon Wine Makers, 1997, ISBN 978-0965608268
- Oregon Winegrape Grower's Guide, 1992, ISBN 978-0942367089
- The Wines and Wineries of America's Northwest: the Premium Wines of Oregon, Washington, and Idaho, 1986, ISBN 0-936666-03-X